# Надземни хидрант
Надземни хидрант представља део стабилног система за снабдевање водом приликом гашења пожара. То је део водоводне мреже изнад нивоа тла где се прикључују хидрантска црева којима се вода допрема до места где се гаси пожар.